# Dragonslayer
Dragonslayer – zespół muzyczny z Hiszpanii grający power metal, założony w 1999. W 2010 roku grupa została rozwiązana.

## Dyskografia
- Noches de tormenta (2001, Days End Records)[2]
- Sed De Mal (2005, Big Bang Records)[3]
- Cronos (2007, Picap Records)[4]
- Dragon Slayer (2008)[5]